# Jubrique
Jubrique est une commune de la province de Malaga dans la communauté autonome d'Andalousie en Espagne.